# Central nuclear de Mochovce
La Central nuclear de Mochovce (Atómové elektrárne Mochovce en eslovaco) está situada cerca del pueblo abandonado de Mochovce, entre Nitra y Levice en el distrito de Levice y a 120 km de Bratislava.

## Descripción
La central está equipada en la actualidad con dos reactores de agua presurizada (PWR de diseño soviético del tipo VVER-440/213, cuya construcción se inició en 1983.
- Mochovce-1 : 440 MWe, puesta en servicio en 1998 para 30 años (2028).
- Mochovce-2 : 440 MWe, puesta en servicio en 2000 para 30 años (2030).
- Mochovce-3 : reactor inacabado y en actual construcción.
- Mochovce-4 : reactor inacabado y en actual construcción

Los reactores 3 y 4, cuya construcción se había iniciado en 1985, quedaron inacabados tras el accidente de Chernóbil. La empresa italiana de electricidad Enel participa en la actual construcción de estos bloques nucleares para acabarlo hacia 2025.